# Шевченко (Егоровский сельский совет)
Шевче́нко (укр. Шевченко) — село на Украине, находится в Волновахском районе  Донецкой области.
Код КОАТУУ — 1421581602. Население по переписи 2001 года составляет 23 человека. Почтовый индекс — 85724. Телефонный код — 6244.

## Адрес местного совета
85700, Донецкая область, Волновахский р-н, с. Егоровка, ул.Ювилейна, 29